# 建畠覚造
建畠 覚造（たてはた かくぞう、1919年4月22日 - 2006年2月16日）は日本の彫刻家。第二次世界大戦後の日本で抽象彫刻制作を推し進めた第一人者であった。

## 略歴
1919年東京生まれ。彫刻家・建畠大夢の長男で、1941年に東京美術学校（現・東京藝術大学）彫刻科を卒業。同年、第4回新文展には「黙」を出品して特選を受賞
するなど若い時期から期待された。将来の留学に備えてアテネフランスでフランス語を習っていたことから、昭和19年（1944年）に、仏領インドシナのサイゴン日本文化会館の派遣職員に任命され、新妻とともに赴任、敗戦後現地で4か月の抑留生活ののち、1946年に帰国した。
彼は彫刻を構成する実体とそれをとりかこむ何もない空間との関係に関心を持ち、アカデミックな具象彫刻から前衛的な抽象彫刻へ移行していった。イギリスの抽象彫刻家ヘンリー・ムーアの胴に穴の開いた彫刻などの影響を受け、1950年には、彼の所属していた行動美術協会に彫刻部を結成した。
1953年から1955年までフランスに留学、サロン・ド・メなど多くの展覧会に参加。帰国して金属などを組み合わせた幾何学的な造形を行い、1950年代の日本の抽象彫刻のパイオニアの一人として活躍した。

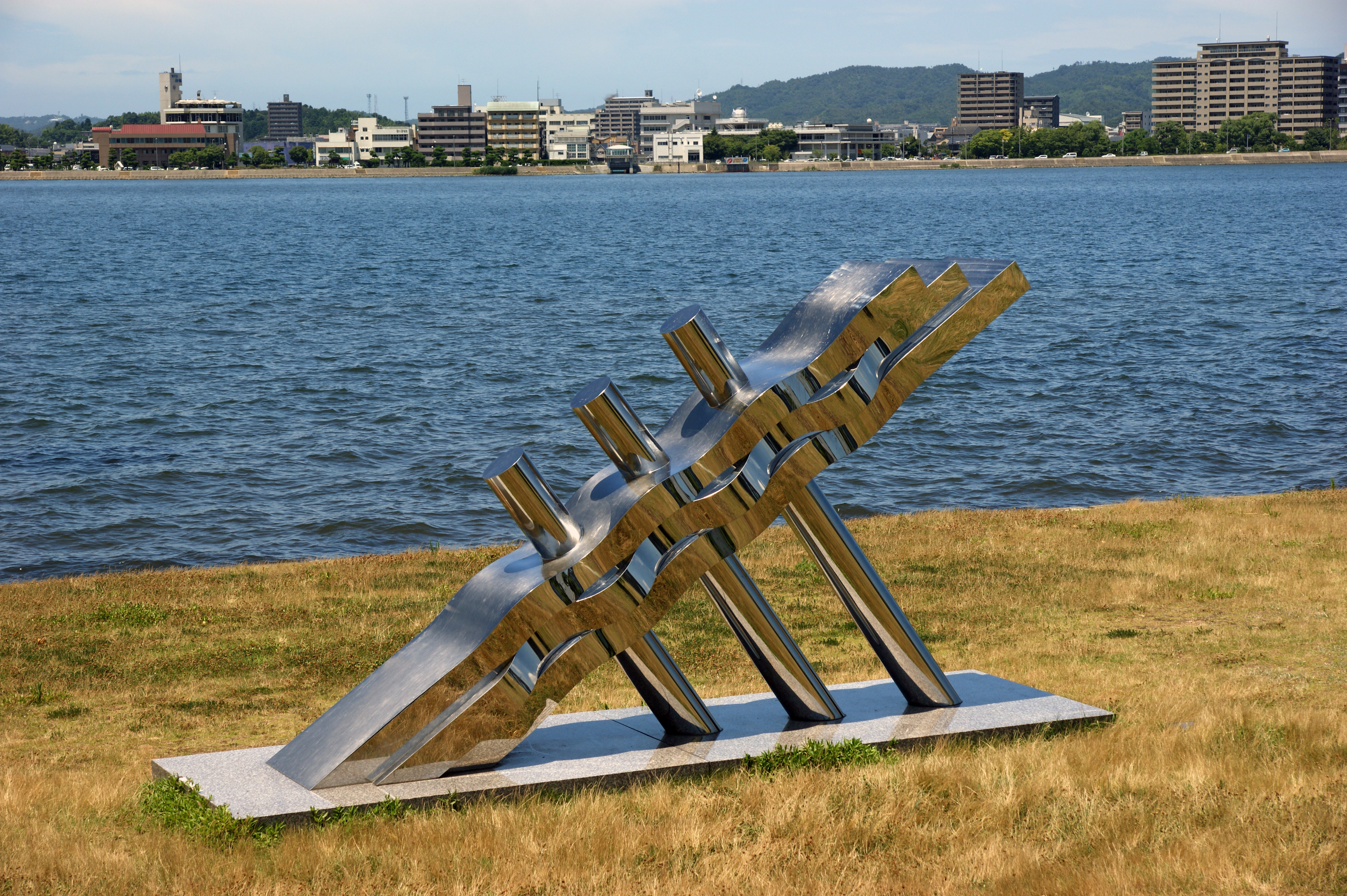
WAVING FIGURE（1998年、島根県立美術館）

彼は情緒的な制作態度や惰性を排除し、明確で論理的な思考による彫刻を作ろうとした。彼は、一方では彫刻の構造を純粋・厳密な状態にまで推し進め、無駄をそぎ落とした無機な形態をつくり、そこから造形の可能性を見ようとした。その一方で、そうした純粋な造形を超え、自分の人間像・生活・幻想など有機的ものを彫刻に定着させようとした。彼は理論と理屈を推し進めた無機的な造形と、自分の実感から来る生活感など有機的なものを彫刻の上で統合しようとし、結果、純粋で端正でありながらユーモアもある作品を作ってきた。ブロンズのみならず鉄、アルミ、プラスチック、アクリル、セメントなどあらゆる素材を取り入れ、1980年代は合板に取り組んだ。
1959年から多摩美術大学教授として彫刻を指導し、生涯にわたり、高村光太郎賞、中原悌二郎賞、長野市野外彫刻賞、ヘンリー・ムーア大賞展特別賞、芸術選奨文部大臣賞など内外の多数の賞を受け、2005年には文化功労者として顕彰された。また各地の広場や学校にモニュメントやパブリック・アートが設置されている。

## 家族
- 父は彫刻家の建畠大夢
- 妻の島村嘉 は京都出身。1944年に17歳で結婚[2]
- 長男の建畠朔弥はサイゴン生まれ。同じ彫刻家で日本大学芸術学部美術学科教授
- 次男の建畠晢は詩人・美術評論家で、国立国際美術館長を経て京都市立芸術大学学長。